# 228-й окремий батальйон територіальної оборони (Україна)
228-й окремий батальйон територіальної оборони — формування у складі Сил територіальної оборони України. Батальйон перебуває у складі 127-ї окремої бригади територіальної оборони.

## Історія
8 березня 2022 року Костянтин Жидков був призначений командиром 228-го окремого батальйону 127-ї окремої бригади територіальної оборони. 12 березня батальйон отримав перше бойове розпорядження — взяти під охорону мости, залізничні переїзди та стратегічні перехрестя.
Батальйон брав участь у боях за П'ятихатки, Лісне та 213-ту висоту, поряд з Руською Лозовою.
Згодом батальйон взяв участь у боях за Бахмут.
У травні 2023 року батальйон разом із 24 ОМБр зміг витіснити росіян на одній із позицій поблизу міста Горлівка.
В травні 2023 благодійний фонд «Твій Крок» передав на потреби батальйону автомобільну майстерню Locker.